# Berta Jourdan
Berta Jourdan (* 21. Juni 1892 in Frankfurt am Main; † 4. Dezember 1981 ebenda) war eine deutsche Politikerin, Frauenrechtlerin und Pädagogin. Für die SPD war sie vier Jahre Mitglied im Preußischen Landtag.

## Leben
Nach dem Besuch der jüdischen Mädchenschule und der Elisabethenschule in ihrer Heimatstadt machte sie bis zum Jahr 1913 das Examen für Lehrerinnen und unterrichtete anschließend an einer Frankfurter Volksschule, wo sie sich dann ab 1917 in Förderklassen geistig behinderten körperbehinderten und verhaltensauffälligen Schülern widmete. Nach ihrem Eintritt in die SPD 1917 wurde sie Leiterin der Arbeitsgemeinschaft sozialistischer Lehrer in Hessen-Nassau. Im Jahr 1924 wählte man sie in Frankfurt zur Stadtverordneten. Sie nahm als Parteitagsdelegierte für den Bezirk Hessen-Nassau am bundesweiten SPD-Parteitag der Frauen teil. In ihrer Zeit im Frankfurter Römer engagierte sie sich bis 1928 besonders in der Schulpolitik und hier gegen die Konfessionalisierung des Bildungswesens. Sie war anschließend Mitglied des Landtages des Freistaates Preußen in der dritten Legislaturperiode von 1928 bis 1932.
Nach der nationalsozialistischen Machtergreifung 1933 erfolgte aufgrund des Gesetzes zur Wiederherstellung des Berufsbeamtentums ihre Entlassung aus dem öffentlichen Schuldienst. Jourdan leitete anschließend eine private jüdische Schule in ihrer damaligen Wohnung in der Hansaallee. Als nach den Novemberpogromen 1938 die nationalsozialistische Verfolgung der Juden immer mehr zunahm, emigrierte sie nach dem Tode ihrer Mutter im Januar 1939 nach Rhodesien, wo sie bis 1963 als Lehrerin für Jugendliche mit Erziehungsschwierigkeiten in Bulawayo tätig war. In dieser Zeit war Jourdan von 1945 bis 1956 UN-Berichterstatterin für Schul- und Erziehungsfragen zu Rhodesien. Jourdan kam 1969 nach Frankfurt zurück und arbeitete wieder parteipolitisch in der SPD-Fraktion. Das Hessische Kultusministerium nennt sie eine „Kämpferin gegen gesellschaftliche Vorurteile“.

## Ehrungen
- Seit dem Jahr 1999 trägt die ehemalige Hedwig Heyl Schule, eine berufsbildende Schule in Frankfurt am Main, ihren Namen.[4]